# Chiesa di San Giacomo Maggiore (Pianoro)
La chiesa di San Giacomo Maggiore è la parrocchiale di Pianoro Vecchio, frazione del comune sparso di Pianoro, in città metropolitana e arcidiocesi di Bologna; fa parte del vicariato di San Lazzaro–Castenaso.

## Storia
A partire dal Medio Evo lungo la strada che collegava Bologna e Firenze attraverso la valle del Savena e il passo della Futa sorsero vari ospitali e stazioni di ristoro per i viandanti e i pellegrini, spesso dedicati a san Giacomo, patrono dei secondi: è infatti attestata già nel XII secolo l'esistenza dell'Hospitale Sancti Jachobi de Planorio.
Nel 1750 la chiesa fu interessata da un intervento di rifacimento che ne mutò radicalmente l'aspetto ma che lasciò intatta la presenza del portico, caratteristica tipica degli ospitali.
Verso il termine del secondo conflitto mondiale il luogo di culto subì vari danni e fu parzialmente distrutto; le lesioni vennero sanate nell'immediato dopoguerra e la chiesa poté essere riaperta al culto il 15 agosto 1947.
La parrocchiale venne ulteriormente sistemata tra il 1989 e il 1995; sempre negli anni novanta fu condotto l'intervento di adeguamento liturgico secondo le norme postconciliari mediante lo spostamento della mensa dell'altare rivolgendola verso l'assemblea.

## Descrizione

### Esterno
La facciata a capanna della chiesa, rivolta a sudest e abbellita da paraste angolari, si imposta sopra un portichetto caratterizzato da un'apertura centrale con arco a tutto sesto e da due laterali architravate, presenta una finestra rettangolare.
Annesso alla parrocchiale è il massiccio campanile intonacato a base quadrata, la cui cella presenta su ogni lato una monofora ed è coronata dal tetto a quattro falde.

### Interno
L'interno dell'edificio si compone di un'unica navata a pianta rettangolare, su cui si affacciano le cappelle laterali, introdotte da archi a tutto sesto le cui pareti sono suddivise da una cornice marcapiano modanata e aggettamte in due registri, dei quali l'inferiore scandito da lesene con capitelli dorici e il superiore caratterizzato dalle finestre; al termine dell'aula si sviluppa il presbiterio, rialzato di alcuni gradini, introdotto dall'arco santo e chiuso dall'abside di forma semicircolare.